# Deville Late Night
Deville war eine Late-Night-Show des Schweizer Fernsehsenders SRF 1, die am 27. Mai 2016 erstmals und am 29. Mai 2023 letztmals ausgestrahlt wurde. Sie wurde von Dominic Deville moderiert.

## Geschichte
Durch ein Auswahlverfahren setzte SRF drei neue Comedy-Sendeformate, unter anderem «Müslüm Television», «Headhunter» sowie eben «Deville Late Night», welche jeweils eine Staffel von vier Folgen jeweils am Freitagabend ausstrahlten. Am 17. November 2016 bestätigte das SRF, dass «Deville Late Night» der Nachfolger von «Giacobbo/Müller» und nach der zweiten eine längere dritte Staffel produzieren werde. Durch die Absetzung der Late-Night-Satiresendung «Late Update», welche im Jahr 2019 während zwei Staffeln im Wechsel mit «Deville» ausgestrahlt wurde, erklärte SRF die Sendung «Deville» zum neuen Flaggschiff im Sonntagabendprogramm. Ab 2020 sollten pro Jahr rund 24 Folgen produziert werden.
Deville erreichte mit den Einspieler Kultstatus und schafften mit einigen sogar über hunderttausende von Aufrufe auf YouTube. Geschrieben wurden die Einspieler vom Deville-Autorinnen und Autoren Team und von Dominic Deville selbst. Marco Arrigoni (Headautor der Sendung ab 2021) war dabei prägend für den Style der Einspieler. Er schrieb viele davon und führte bei einigen auch Regie. In den Einspielern spielten regelmässig auch Leute aus dem Autoren-Team und der Crew selbst mit. So unter anderem auch die Schauspielerin und Regisseurin Simone Kern, der Schauspieler Dominique Müller, Patrick Karpiczenko (Headautor bis 2020) und der Autor Michael Shepherd.
Devilles Sidekick war in den ersten zwei Staffeln Manuel Stahlberger, ab der dritten bis und mit der sechsten Staffel die rumänische Schauspielerin Ágota Dimén, ab der siebten bis und mit der neunten Staffel Patrick Karpiczenko, in der zehnten und elften Staffel Marike Löhr. In der 12. Staffel wurde auf einen Sidekick verzichtet. Ab Staffel 12 war Patti Basler als Aussenreporterin mit von der Partie. Für die letzten beiden Staffeln stiess Kilian Ziegler mit dem Format "Live aus dem Bahnhofbuffet Olten" dazu.
2021 stellte sich das Kernteam von Deville neu auf und verteilte Aufgaben neu. So übernahm Michael Shepherd neben dem Schreiben von Texten auch die Animation der Einblender der Sendung. Marco Arrigoni schrieb als Headautor zusammen mit Dominic Deville grosse Teile der Sendungen und viele der Einspieler, wo er auch regelmässig Regie führte. Simone Kern schrieb ebenfalls für viele Folgen und führte Abwechslungsweise mit Flavio Gerber Regie. Aissa Tripodi übernahm als "Head of Bildli" die Bildredaktion und Bildregie. Und Sarah Baumeler stiess 2022 als Produktionsleiterin dazu.
Die 13. Staffel dauerte vom 13. März bis 29. Mai 2022, die 14. Staffel vom 18. September bis am 20. November 2022 und die 15. und letzte Staffel vom am 12. März bis am 29. Mai 2023. In der letzten Ausgabe wurde das Geheimnis um die Ananas im Sendungslogo gelüftet. Der frei gewordene Sendeplatz wurde von Stefan Büsser mit «Late Night Switzerland» und Gabriel Vetter mit «Die Sendung des Monats» übernommen.

## Kritik
Eine Woche vor der Abstimmung zur Konzernverantwortungsinitiative wurde in der Sendung ausführlich über diese berichtet. Im Mai 2021 wurde eine durch diese Sendung ausgelöste Beschwerde – nach Ansicht der Beschwerdeführer wurde einseitig und tendenziös über die Initiative berichtet – von der Unabhängigen Beschwerdeinstanz für Radio und Fernsehen einstimmig abgewiesen.

## Besetzung
| Cast                | Folgen  | Beschreibung der Rolle/Bemerkungen   |
| ------------------- | ------- | ------------------------------------ |
| Dominic Deville     | 1–153   | Moderator                            |
| Dominique Müller    | 1–153   | div. Rollen                          |
| Simone Kern         | 1–153   | div. Rollen, Regie (ab 2020)         |
| Manuel Stahlberger  | 1–9     | Sidekick (2016)                      |
| Ágota Dimén         | 10–53   | Sidekick (2017/18)                   |
| Patrick Karpiczenko | 54–84   | Sidekick (2019/20), Regie (bis 2019) |
| Marike Löhr         | 85–107  | Sidekick (2020/21)                   |
| Gabriel Vetter      | 22–153  | div. Rollen                          |
| Michelle Kalt       | 76–153  | TV-Anwältin                          |
| Jane Y. Mumford     | 5–72    | div. Rollen                          |
| Patti Basler        | 108–143 | Aussenreporterin                     |
| Kilian Ziegler      | 135–153 | Live aus dem „Bahnhofbuffet Olten“   |